# Allegria
Allegria é o segundo álbum de estúdio da banda Gipsy Kings, lançado em Julho de 1989.
Além das músicas inéditas, trás faixas já editadas nos dois álbuns anteriores. O disco atingiu o nº 3 do Top World Music Albums, o nº 12 do  Latin Pop e o nº 25 do Top Latin Albums.
| Críticas profissionais                                                      | Críticas profissionais |
| Avaliações da crítica                                                       | Avaliações da crítica  |
| Fonte                                                                       | Avaliação              |
| --------------------------------------------------------------------------- | ---------------------- |
| Allmusic                                                                    | [ 2 ]                  |
| Esta tabela precisa de ser acompanhada por texto em prosa. Consulte o guia. |                        |

## Faixas
Todas as músicas por Gipsy Kings e Los Reyes, exceto onde anotado
Disco 01 - Lado A.
1. "Pena Penita" - 3:07
2. "Galaxia" - 2:53
3. "Solituda" - 2:30
4. "La Dona" (Gipsy Kings) - 3:20
5. "Allegria" - 2:35

Disco 01 - Lado B.
1. "Un Amor" - 3:41
2. "Papa, No Pega la Mama" - 2:53
3. "Sueño" - 3:13
4. "Tristessa" - 3:28

Disco 02 - Lado A.
1. "Amor d'Un Dia" - 4:40
2. "Luna de Fuego" - 3:27
3. "Calaverada" - 2:36
4. "Ruptura" - 4:03

Disco 02 - Lado B.
1. "Viento del Arena" (Reyes) - 4:46
2. "Princessa" - 3:21
3. "Olvidado" - 2:30
4. "Ciento" - 3:23

## Créditos
- Diego Baliardo - Guitarra
- Tonino Baliardo - Guitarra, vocal, vocal de apoio
- Jahloul "Chico" Bouchikhi - Guitar, Palmas
- Canut Reyes - Guitarra, vocal, vocal de apoio
- Nicolás Reyes - Guitarra, vocal, vocal de apoio
- Patchai Reyes - Guitarra, vocal, vocal de apoio